# Дэйнес, Кэтрин
Кэ́трин „Кэти“ М. Дэ́йнес (англ. Kathryn M. "Kathy" Daynes; род. 1946) — американский историк, специалист по истории  мормонизма и мормонского многожёнства.

## Биография
Начала своё обучение в 1964 году в Университете Бригама Янга, но в 1965 году прервала его.
В 1973 году окончила Университете Де Паува, где получила степень бакалавра гуманитарных наук по истории.
В 1977 году в Индианском университете получила степени магистра гуманитарных наук по истории и в 1991 году доктора философии по истории.
С 2001 года — ассоциированный профессор кафедры истории Университета Бригама Янга
С 2007 года — директор Центра семейной истории и генеалогии Университета Бригама Янга.
В 2008—2009 годы — президент Мормонской исторической ассоциации.

## Семья
Замужем за Байроном „Биллом“ Дейнсом — профессором политологии Университета Бригама Янга. Имеет троих детей.

## Отзывы
Религиовед, философ религии и социолог религии Л. И. Григорьева отмечала:
В 2002 году, во время посещения Соединённых Штатов в рамках программы «Открытый мир» для ведущих религиоведов России, нам с коллегами посчастливилось в штате Юта попасть на международную конференцию, посвящённую новым религиозным движениям. К моему удивлению, в программе оказалась заявленной тема «многоженство у мормонов». Хотя членов нашей делегации настойчиво отправляли на разбор «прав человека», я всё же с двумя нашими синхронным переводчиками пришла на эту интересующую меня секцию. К моему великому удивлению, с трибун звучали весьма смелые, едва ли не оскорбительные, как мне показалось, для мормонов вещи. Например, доклад, выполненный на архивных материалах, о женах основателя Д. Смита, среди которых фигурировала и двенадцатилетняя девочка. Или выступление женщины – профессора, воспринятое мною, то ли как диссидентство, то ли как провокация, которая вопреки тогдашней официальной позиции церкви ИХСПД говорила о возрождённой полигамии начала 21 века в среде ютовских традиционных мормонов, о тысячах семей, которые не афишируя этого, и сегодня живут такими семьями. Я подошла к ней во время перерыва, познакомилась, и обсудила вопрос о специфической стихийной «евгенике» мормонского типа. Моя гипотеза ей понравилась. На следующий день профессор университета Бригама Янга Кэтрин Дэйнес передала мне в подарок свою книгу «Жён больше, чем одна». В её восприятии органического инсайдера, тема, «скользкая» для внешнего мира, являлась, как выяснилось, предметом личной «религиозной гордости».

## Научные труды

### Монографии
- Daynes K. M. Plural Marriage: Belief and Practice in Nauvoo. // Nauvoo in Mormon History: Kingdom on the Mississippi Revisited / ed. Roger D. Launius and John E. Hallwas. — Urbana and Chicago: University of Illinois Press, 1996. — P. 130—146.
- Daynes K. M. Diversity and Adaptation: American Families Over Four Centuries // Fulfilling the Founding: A Reader for American Heritage / ed. Gary Daynes. — Needham Heights: Pearson Custom Publishing, 1999. — P. 273—302.
- Daynes K. M. More Wives Than One: Transformation of the Mormon Marriage System, 1840-1910. — Urbana and Chicago: University of Illinois Press, 2001. — 305 p. — ISBN 0-252-02681-0.

### Статьи
- Daynes K. M. Mormon Polygamy // The Family in America: An Encyclopedia / ed. Joseph M. Haws and Elizabeth F. Shores. — Santa Barbara: ABC-CLIO, 2002. — Vol. 2. — P. 697—701.
- Daynes K. M. Polygamy // The Family in America: An Encyclopedia / ed. Joseph M. Haws and Elizabeth F. Shores. — Santa Barbara: ABC-CLIO, 2002. — Vol. 2. — P. 782—786.

### Рецензии
- Daynes K. M. Fertility Change on the American Frontier: Adaptation and Innovation. By Lee L. Bean, Geraldine P. Mineau & Douglas L. Anderton // Indiana Magazine of History[англ.]. — 1992. — Vol. 88. — P. 151—152.
- Daynes K. M. Women and Authority: Re-Emerging Mormon Feminism. Edited by Maxine Hanks // Pacific Northwest Quarterly[англ.]. — 1994. — Vol. 85, № 62.
- Daynes K. M. Audacious Women: Early British Mormon Immigrants. By Rebecca Bartholomew // The The Journal of American History. — 1996. — Vol. 83. — P. 203-204.
- Daynes K. M. Transforming Rural Life: Dairying Families and Agricultural Change, 1820-1885. By Sally McMurry // Agricultural History[англ.]. — 1996. — Vol. 70. — P. 544—546.
- Daynes K. M. In Sacred Loneliness: The Plural Wives of Joseph Smith. By Todd Compton // Pacific Northwest Quarterly[англ.]. — 1999. — Vol. 68, № 3. — P. 466—468.
- Daynes K. M. One Nation Under Gods: A History of the Mormon Church. By Richard Abanes // The Journal of American History. — 2003. — Vol. 90. — P. 228—229.
- Daynes K. M. Twenty Thousand Roads: Women, Movement, and the West. By Virginia Scharff. // The Historian[англ.].

## Публикации в мормонских изданиях
статьи
- Daynes K. M. Annual Tax Rolls from the Revolution to 1850: Mining Deep for Genealogical Gold // Genealogical Journal. — 2000. — Vol. 28, № 4. — P. 163—175.
- Daynes K. M. Single Men in Polygamous Society: Male Marriage Patterns in Manti, Utah // Journal of Mormon History. — Mormon History Association, 1998. — Vol. 24. — P. 89—111.
- Daynes K. M. Family Ties: Belief and Practice in Nauvoo // John Whitmer Historical Association Journal. — John Whitmer Historical Association[англ.], 1988. — Vol. 8. — P. 63—75.

рецензии
- Daynes K. M. Prisoner for Polygamy: The Memoirs and Letters of Rudger Clawson at the Utah Territorial Penitentiary, 1884-87. Edited by Stan Larson. Mormon Odyssey: The Story of Ida Hunt Udall, Plural Wife. Edited by Maria S. Ellsworth. Letters of Catharine Cottam Romney, Plural Wife. Edited by Jennifer Moulton Hansen // Brigham Young University Studies. — 1994. — Vol. 34. — P. 127—133.
- Daynes K. M. Encyclopedia of Virginia Biography. Edited by Lyon Gardiner Tyler // Genealogical Journal. — 1998. — Vol. 26, № 3. — P. 91—92.
- Daynes K. M. Family History: Southern Genealogies № 1, 1600s-1800s. Family Archive CD № 191 // Genealogical Journal. — 1999. — Vol. 27, № 2. — P. 94—95.
- Daynes K. M. Prostitution, Polygamy, and Power, Salt Lake City, 1847-1918. By Jeffrey Nichols. // Journal of Mormon History. — 2003. — Vol. 29. — P. 264—266.